# B-ウォンテッド
『B-ウォンテッド』（ビーウォンテッド）は、えぬえけいによる日本の漫画作品。『なかよし』（講談社）にて1999年4月号から2001年12月号まで連載された。全31話。単行本は同社の講談社コミックスなかよしより全6巻が刊行。

## 併録作品
単行本には以下の作品が併録されている。
- ラスベガスびっくり-ウォンテッド（3巻、2000年『なかよし』増刊『はるやすみランド』掲載）
- 天使NOウォンテッド（3巻、2000年同『なつやすみランド』掲載、恵月ひまわりとの合作）
- いちばんの奇跡（5巻、『るんるん』1997年11月号掲載、デビュー作）
- 恋・乞うて（6巻、描き下ろし作品）

## 書誌情報
えぬえけい、講談社〈講談社コミックスなかよし〉、全6巻
- B-ウォンテッド（1）1999年10月6日第1刷発行、ISBN 978-4-06-178924-1
- B-ウォンテッド（2）2000年4月6日第1刷発行、ISBN 978-4-06-178936-4
- B-ウォンテッド（3）2000年11月6日第1刷発行、ISBN 978-4-06-178949-4
- B-ウォンテッド（4）2001年4月6日第1刷発行、ISBN 978-4-06-178960-9
- B-ウォンテッド（5）2001年10月5日第1刷発行、ISBN 978-4-06-178972-2
- B-ウォンテッド（6）2002年4月5日第1刷発行、ISBN 978-4-06-178986-9